# Seo Jung-hwa
Seo Jung-hwa (* 27. September 1990) ist eine ehemalige südkoreanische Freestyle-Skierin. Sie startete in den Buckelpisten-Disziplinen Moguls und Dual Moguls und nahm an drei Olympischen Winterspielen sowie fünf Freestyle-Skiing-Weltmeisterschaften teil.

## Werdegang
Seo nahm im März 2006 in Jisan erstmals am Freestyle-Skiing-Weltcup teil, wobei sie den 27. Platz im Moguls errang. Bei den Weltmeisterschaften 2009 in Inawashiro belegte sie den 15. Platz im Moguls sowie den siebten Rang im Dual Moguls und bei den Olympischen Winterspielen 2010 in Vancouver den 21. Platz im Moguls. In der Saison 2010/11 erreichte sie mit Platz acht im Moguls in Åre ihre erste Top-Zehn-Platzierung im Weltcup. Zudem wurde sie bei den Winter-Asienspielen 2011 in Almaty Sechste im Moguls und Fünfte im Dual Moguls. In den folgenden Jahren kam sie bei den Weltmeisterschaften 2013 in Voss auf den 19. Platz im Dual Moguls sowie auf den 16. Rang im Moguls und bei den Olympischen Winterspielen 2014 in Sotschi auf den 24. Platz im Moguls. In der Saison 2014/15 wurde sie bei der Winter-Universiade 2015 in der Sierra Nevada Vierte im Moguls und belegte bei den Weltmeisterschaften 2015 am Kreischberg den 36. Platz im Moguls sowie den 16. Rang im Dual Moguls. Nachdem sie in der Saison 2015/16 mit zwei Top-Zehn-Platzierungen den 23. Platz im Moguls-Weltcup belegen konnte, erreichte sie in der Saison 2016/17 mit dem sechsten Platz im Moguls in Pyeongchang ihre beste Platzierung im Weltcup. Zudem kam sie bei den Winter-Asienspielen 2017 in Sapporo auf den siebten Platz im Moguls sowie auf den sechsten Rang im Dual Moguls und bei den Freestyle-Skiing-Weltmeisterschaften 2017 in der Sierra Nevada auf den 19. Platz im Dual Moguls sowie auf den 17. Rang im Moguls. 
In der Saison 2017/18 wiederholte Seo den 23. Platz im Moguls-Weltcup und errang beim Saisonhöhepunkt, den Olympischen Winterspielen 2018 in Pyeongchang, den 14. Platz im Moguls. In der folgenden Saison erreichte sie mit dem 21. Platz im Moguls-Weltcup ihr bestes Gesamtergebnis und absolvierte in Shymbulak ihren 62. und damit letzten Weltcup, welchen sie auf dem 16. Platz im Moguls beendete. Zuvor belegte sie bei den Weltmeisterschaften 2019 in Deer Valley erneut den 19. Platz im Dual Moguls und den 17. Rang im Moguls.

## Erfolge

### Olympische Spiele
- Vancouver 2010: 21. Platz Moguls
- Sotschi 2014: 24. Platz Moguls
- Pyeongchang 2018: 14. Platz Moguls

### Weltmeisterschaften
- Inawashiro 2009: 19. Platz Moguls, 22. Platz Dual Moguls
- Voss 2013: 16. Platz Dual Moguls, 19. Platz Moguls
- Kreischberg 2015: 16. Platz Dual Moguls, 36. Platz Moguls
- Sierra Nevada 2017: 17. Platz Moguls, 19. Platz Dual Moguls
- Deer Valley 2019: 17. Platz Moguls, 19. Platz Dual Moguls

### Weltcupwertungen
| Saison  | Gesamt | Gesamt | Moguls | Moguls |
| Saison  | Platz  | Punkte | Platz  | Punkte |
| ------- | ------ | ------ | ------ | ------ |
| 2006/07 | 105.   | 1      | 39.    | 11     |
| 2007/08 | 139.   | 1      | 40.    | 7      |
| 2009/10 | 100.   | 4      | 33.    | 44     |
| 2010/11 | 98.    | 4      | 30.    | 40     |
| 2011/12 | 148.   | 2      | 36.    | 27     |
| 2012/13 | 129.   | 7      | 24.    | 84     |
| 2013/14 | 191.   | 3      | 39.    | 30     |
| 2014/15 | 164.   | 0,44   | 41.    | 4      |
| 2015/16 | 99.    | 9,75   | 23.    | 78     |
| 2016/17 | 129.   | 7,55   | 25.    | 83     |
| 2017/18 | 124.   | 8,6    | 23.    | 86     |
| 2018/19 | 99.    | 9,78   | 21.    | 88     |

### Winter-Universiade
- Sierra Nevada 2015: 4. Platz Moguls

### Weitere Erfolge
- Winter-Asienspiele 2011: 5. Platz Dual Moguls, 6. Platz Moguls
- Winter-Asienspiele 2017: 6. Platz Dual Moguls, 7. Platz Moguls